# Martin Húska
Martin Húska (wegen seiner Sprachfertigkeit Loquis genannt; † 21. August 1421 in Roudnice nad Labem) war tschechischer Prediger und radikaler Kirchenreformator.
Der wahrscheinlich aus Mähren stammende Húska war führender Vertreter der Pikarden, des radikalen Flügels des neu entstandenen Lagers der Taboriten. Wie andere Pikarden auch, bekam er mit seiner Sekte bald Probleme mit dem Prager Bischof Nikolaus von Pelgrims. Anfang 1421 mussten die Pikarden Tábor verlassen und siedelten sich in Příběnice an. Kurz darauf berief man ihn nach Tábor zurück. Dort wurde er gezwungen, seine Lehre zu widerrufen.
Nachdem ein Großteil der Pikarden (etwa 50 Personen) nach einem Kampf in der Gemeinde Klokoty (heute ein Ortsteil von Tábor) verbrannt wurde, predigte Húska weiterhin zu seinen wenigen übrig gebliebenen Anhängern. Er wurde verfolgt und von Diviš Bořek z Miletínka gefangen genommen. Da er auch gegenüber Ambrož Hradecký, der ihn auf den „rechten Weg“ zurückführen wollte, mehrere Wochen lang den Widerruf verweigerte, wurde er in die Hand des Erzbischofs Konrad von Vechta überführt. Als er auch dort trotz Folter nicht widerrief, wurde er in Roudnice öffentlich verbrannt.